# 珍妮絲·費爾蒙
珍妮絲·費爾蒙，CM，OM（Janice Filmon，約1943年—）加拿大女性政治人物，現為加拿大緬尼托巴省第25任省督。她是緬尼託巴省的第二位女省督。珍妮絲·費爾蒙的丈夫蓋瑞·費爾蒙（Gary Filmon）曾任緬尼托巴省省長，夫妻2人有4個孩子。